# Chaudfroidsauce

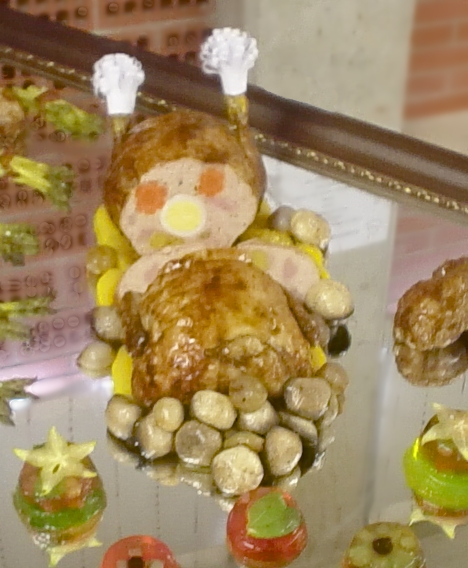
Mit Chaudfroidsauce überzogene Enten-Galantine (galantine de canard)

Chaudfroidsauce (von französisch sauce chaud-froid, etwa „heißkalte Sauce“), auch Deck- oder Sulzsauce, ist eine mit Fleischgelee oder Gelatine gebundene Sauce der klassischen französischen Küche, die zum Überziehen kalter Gerichte dient. Durch die Gelatine erstarrt die heiß zubereitete Sauce, wenn sie gekühlt wird. Sie wird z. B. für Chaudfroids, Galantinen und andere Vorspeisen verwendet.
Klassische Varianten sind:
- Weiße Chaudfroidsauce (chaud-froid blanche): eingekochte weiße Grundsauce (Samtsauce) von Kalb, Geflügel oder Fisch mit Sahne und Gelee. Sie kann mit Sherry, Madeira und Trüffeln und anderem abgewandelt werden.
- Blonde Chaudfroidsauce (chaud-froid blonde): weiße Chaudfroidsauce mit etwas Kalbsjus oder Fleischextrakt
- Tomatenchaudfroidsauce (chaud-froid tomatée): weiße Chaudfroidsauce mit Tomatenpüree oder Tomatenmark
- Grüne Chaudfroidsauce (chaud-froid verte): weiße Chaudfroidsauce mit fein gehackten Kräutern, gefärbt mit Spinatmatte
- Rosa Chaudfroidsauce (chaud-froid rosé): weiße Chaudfroidsauce mit Krebsbutter aufgeschlagen
- Braune Chaudfroidsauce (chaud-froid brune): eingekochte Kraftsauce (Demiglace) mit Gelee und Madeira, auch zusätzlich mit Trüffelsud: Für Wildgerichte mit einer Kraftsauce aus Wildfond